# Jaroslav Pleskot
Jaroslav Pleskot (30. března 1924 Veselí nad Moravou – 23. září 2009 Jistebník) byl český literární historik a kritik, bohemista, editor literárních textů a vysokoškolský pedagog.

## Život
Po maturitě na gymnáziu ve Strážnici (1943) a následném totálním nasazení (1943–1945), kdy pracoval jako pomocný železniční dělník v místě svého narození, vystudoval na brněnské Filozofické fakultě Masarykovy univerzity obory čeština a historie (absolutorium 1949). Následně krátce učil na základních školách v Krásném Poli a Jistebníku. Po absolvování vojenské základní služby působil na Střední průmyslové škole strojnické v Opavě (1955–1956 zástupce ředitele).
Roku 1956 se stal odborným asistentem na katedře filologie pro obor český jazyk opavské Vyšší pedagogické školy (externě zde vyučoval již od 1954). Když v roce 1959 VPŠ ukončila svou činnost, přešel do jejího nástupnického vysokoškolského ústavu, ostravského Pedagogického institutu (pozdější samostatné Pedagogické fakulty v Ostravě, od 1991 součást Ostravské univerzity), kde měl výrazný podíl na vědecké i pedagogické profilaci její katedry českého jazyka a literatury.
Doktorát filozofie získal v roce 1970, ale vzhledem k jeho kritickým postojům k předlistopadovým poměrům v Československu mu byla umožněna habilitace až v devadesátých letech. Docentem pro teorii a dějiny české literatury byl jmenován v roce 1992. Od roku 1993 do svého penzionování (2000) se podílel na výuce bohemistiky také na Filozofické fakultě OU. Vedle rozsáhlé badatelské, pedagogické, organizátorské, přednáškové i publicistické činnosti byl jako dlouholetý občan Jistebníku aktivně činný v místní Osvětové besedě, divadelním ochotnickém souboru a více než čtvrt století též jistebnickým kronikářem. Redigoval také obecní zpravodaj a napsal stručné dějiny obce.

## Dílo
Badatelsky se soustředil na českou literaturu 17. a 18. století, zejména na tvůrčí aktivity Jana Amose Komenského v jeho tzv. fulneckém období, s přihlédnutím k širšímu kontextu života, kultury i osobnostem národní společnosti v pobělohorské době. Druhým širokým okruhem jeho vědecké činnosti bylo studium lidových divadelních her z oblasti Kravařska a problematiky barokního divadla v jezuitských a piaristických školách v Příboru, které představovaly významný přínos ke zkoumání dějin českého divadla na Moravě. Patřil k uznávaným znalcům literatury pro děti a mládež, spolupracoval s ostravskými studii Čs. rozhlasu, a Čs. televize. Autorsky se podílel na zpracování hesel Biografického slovníku Slezska a severní Moravy i dvoudílné Kulturně-historické encyklopedie českého Slezska a severovýchodní Moravy, vydané Ústavem pro regionální studia FF Ostravské univerzity v roce 2005 (2. vydání 2013). Jeho články, glosy, zprávy a recenze vycházely jak v odborných časopisech, tak v regionálních i celostátních tiskových médiích. V průběhu své profesní kariéry byl mj. dlouholetým vědeckým tajemníkem ostravské pobočky Literárněvědné společnosti ČSAV, předsedou knihovní rady na PedF (později i na OU), předsedou ostravské pobočky Společnosti přátel knihy pro mládež,
v letech 1993–1995 členem Akademického senátu FF OU. Záslužná byla také jeho práce pedagogická. Patřil k zakladatelské generaci ostravské bohemistiky, která připravila pro výkon povolání stovky učitelů českého jazyka a literatury moravskoslezského regionu.
 

## Výběrová bibliografie

### Monografie a skripta
- Úvod do literatury pro mládež (Ostrava 1964, 1971, 1977)
- Fulnecké intermezzo Jana Amosa Komenského (Ostrava 1970)
- Dvacetpět let české literatury pro děti : pohled z ptačí perspektivy (Ostrava 1970)
- Jan Amos Komenský's Years in Fulnek (anglicky, Praha 1972)
- Jan Amos Komenský (Ostrava 1992)
- Baroko v české literatuře (Ostrava 1992)
- Život a dílo Jana Husa v kontextu jeho doby (Ostrava 1993)
- Literatura doby husitské (Ostrava 1993)
- České baroko lidové (Praha 1994)
- České obrozenecké divadlo (Ostrava 1995)
- Prozatímní divadlo (Ostrava 1996)
- Jan Amos Komenský – básník (Ostrava 1996)
- Slezská barokní kultura (Ostrava 1998)

### Edice
- Laskavec a rváč : Výbor z povídek a črt Čeňka Kramoliše (s N. Bayerovou, Ostrava 1963)
- Jan Amos Komenský: Listové do nebe (Ostrava 1969)
- Lidové divadelní hry z Kravařska (in Otázky divadla a filmu III, UJEP, Brno 1973)

### Sborníky
- Vlastivěda Ostravského kraje – Bílovecko (s M. Myškou, Bílovec 1960)
- Dialog o moderní pohádce : sborník materiálů ze semináře o moderní pohádce, který uspořádal Krajský dům dětí a mládeže v Ostravě pro pedagogické a knihovnické pracovníky (Ostrava 1969)
- Jan Amos Komenský : projektant nápravy věcí lidských : Ostravská univerzita k poctě J. A. Komenského u příležitosti 400. výročí jeho narození (s V. Krejčím, Ostrava 1993)
- Sborník k nedožitým 90. narozeninám univ. prof. PaedDr. Vlastimila Uhra (s V. Krejčím, Ostrava 1995)

### Odborné studie a statě
- K dějinám města Bílovce (Slezský sborník 54, Opava 1956)
- Petr Bezruč a Moravské Slovácko (Slezský sborník 55, Opava 1957)
- Kořeny tvorby Bohumíra Četyny (Sborník prací Pedagogického institutu v Ostravě, Ostrava 1960)
- Domnělé dopisy Komenského a fulnecký osvícenec na začátku 19. století (Acta Universitatis Palackianae Olomucensis, Philologica XXV, Olomouc 1968)
- Jugendliteratur in einer geteilten Welt : Analysen und Aufgaben (Bericht über die XV. Internationale Jugendbuch-Tagung in Bayreuth 1969)
- K literárnímu dílu Martina Polona Opavského (Sborník prací PedF v Ostravě 16, Praha 1970)
- Místo a postavení literatury pro mládež na pedagogických fakultách (Sborník prací PedF v Ostravě 53, Praha 1977)
- Synopse školních divadelních her příborských piaristů (Sborník prací PedF v Ostravě 59, Praha 1978)
- Literatura pro děti a mládež na Ostravsku v šedesátých a sedmdesátých letech 20. století (Časopis Slezského muzea, série B, 29, Opava 1980)
- Tvorba pro děti a mládež z nakladatelství Profil (Zlatý máj 26, Praha 1980)
- Die Namen in Werken von Otfried Preussler in tschechischen und deutschen Übersetzungen (in Resümees der Vorträge und Mitteilungen des XV. Internationalen Kongres für Namenforschung, Leipzig 1984)
- Baroko v nás? (Sborník prací FF OU, Historica 1, Ostrava 1993)
- Matěj Bartys – polozapomenutý barokní kazatel z Ostravy (Sborník prací FF OU, Historica 2, Ostrava 1994)
- Kacíři českého baroka (Česká literatura 42, Praha 1994)
- Osvícený biskup Jan Leopold Hay – církevní a náboženský reformátor? (Sborník prací FF OU, Historica 3, Ostrava 1995)
- Disputace Br. Lukáše Helice s augustiniánským mnichem ve Fulneku 1589 : K počátkům protireformace na severní Moravě (Sborník prací FF OU, Litterarum studia 3, Ostrava 1995)
- Stopy Bohuslava Balbína ve Slezsku (Sborník prací FF OU, Historica 5, Ostrava 1997)

### Jubilejní tisky
- V běhu času : 120 let výtopny – lokomotivního depa Veselí nad Moravou 1885–2005 (Veselí nad Moravou 2005)